# Tehung állomás
Tehung (Daeheung) állomás a szöuli metró 6-os vonalának állomása Mapho-ku (Mapo-gu) kerületben. Itt található a Szogang (Seogang) Egyetem kampusza.

## Viszonylatok
| 6-os vonal                                            | 6-os vonal | 6-os vonal                             |
| ----------------------------------------------------- | ---------- | -------------------------------------- |
| Kvanghungcshang (Gwangheungchang) Ungam (Eungam) felé | 6-os vonal | Kongdok (Gongdeok) Sinne (Sinnae) felé |